# Orden 689 del NKVD
La Orden Nº 00689 del NKVD modificó parcialmente a la Orden Nº 00486 del NKVD sobre los "Familiares de traidores a la Patria".
Como elemento del retroceso de la Gran Purga, la orden (firmada por Lavrenti Beria el 17 de octubre de 1938) instruyó para arrestar solamente a esas esposas que fueron informadas sobre la actividad contrarrevolucionaria de sus maridos o para información sobre su "política indigna de confianza y actitudes o declaraciones socialmente peligrosas". También se revirtió el requisito de los arrestos simultáneos. La implementación para aquellos que no fueron relevados por este orden permaneció igual.
- Texto completo de la Orden 689 en idioma ruso

- Datos: Q6954472